# Michael Bowes-Lyon, 18.º Conde de Strathmore e Kinghorne
Michael Fergus Bowes-Lyon, 18.º Conde de Strathmore e Kinghorne (Londres, 7 de junho de 1957 – Londres, 27 de fevereiro de 2016) foi um político escocês e ex-oficial da armada.

## Biografia
É o único filho de Michael Bowes-Lyon, 17.º Conde de Strathmore e Kinghorne e de sua esposa, Mary Pamela McCorquodale. Michael é sobrinho-neto de Elizabeth Bowes-Lyon, mãe da Rainha Elizabeth II. Foi educado em Sunningdale School, em Eton College, na Universidade de Aberdeen e na Real Academia Militar de Sandhurst.
Em 1987, Michael Bowes-Lyon sucedeu seu pai como o 18.º Conde de Strathmore e Kinghorne. Foi excluído da Câmara dos Lordes pelo Ato da Câmara dos Lordes de 1999.
Em 1984, casou-se com  Isobel Charlotte Weatherall, com quem tem cinco filhos:
- Simon Patrick Bowes-Lyon, 19.º Conde de Strathmore e Kinghorne, nascido em 18 de Junho de 1986.
- Hon. John Fergus Bowes-Lyon, nascido em 1988.
- Hon. Lawrence Baron Bowes-Lyon, nascido em 1988.
- Hon. Norman Fergus Bowes-Lyon, nascido em 1989.
- Hon. George Norman Bowes-Lyon, nascido em 1991.

Os Strathmore se separaram em 2003 e, um anos depois, se envolveram num divórcio que ficou muito público graças à imprensa. De acordo com um artigo do jornal The Scotsman, de 9 de Janeiro de 2005, a condessa estava batalhando para continuar a viver no Castelo de Glamis e para receber cinco milhões de libras esterlinas. O conde foi descrito na corte como um alcoólatra com problemas no fígado. O contínuo estresse causado pelo caso o levou a ter perigo de saúde. Um tablóide revelou que, durante o processo de separação de corpos, o conde pagou pelos serviços de três acompanhantes por um período de quatro dias. Seu advogado relacionou isso com o hábito de beber excessivamente. Em janeiro de 2005, Lady Strathmore parou com suas demandas, e o divórcio foi finalizado.
Em 24 de Novembro de 2005, Michael Bowes-Lyon casou-se com a Dra. Damaris Stuart-William dentro do Castelo de Glamis. Têm um filho, Hon. Toby Peter Fergus Bowes-Lyon, nascido mais tarde naquele mesmo ano.
Em 4 de agosto de 2012, casou com Karen Baxter (nascida Orrock), que lhe sobreviveu.